# Provinciale weg 518
De provinciale weg 518, ook wel N518, is een provinciale weg in Noord-Holland die loopt van Monnickendam tot aan Marken. De weg begint in Monnickendam bij de rotonde Zuideinde. De N518 loopt een kort stukje binnen de bebouwde kom van Monnickendam. Nadat Monnickendam verlaten is volgt de weg de Waterlandse Zeedijk langs de Gouwzee en passeert het voormalige gebouw van en de in 2023 in gebruik genomen nieuwbouw van gemaal De Poel. Onderweg zijn er nog elke kruispunten met aansluitingen richting Zuiderwoude en Uitdam. Vervolgens draait de weg de dijk op die de enige verbinding vormt tussen het voormalige eiland Marken en het vaste land. Deze dijk is nog een overblijfsel van de plannen op het Markermeer in te polderen (de Markerwaard). De N518 eindigt aan het begint van het schiereiland Marken. 
De weg is uitgevoerd als tweestrooks-gebiedsontsluitingsweg. Binnen Monnickendam is de maximumsnelheid 50 km/h en daarbuiten 80 km/h (60 km/h bij de kruispunten). De weg draagt de straatnamen Waterlandse Zeedijk en Zeedijk.
N23 · N194 · N196 · N197 · N198 · N199 · N200 · N201 · N202 · N203 · N204 · N205 · N206 · N207 · N208 · N209 · N210 · N211 · N212 · N213 · N214 · N215 · N216 · N217 · N218 · N219 · N220 · N221 · N222 · N223 · N224 · N225 · N226 · N227 · N228 · N229 · N230 · N231 · N232 · N233 · N234 · N235 · N236 · N237 · N238 · N239 · N240 · N241 · N242 · N243 · N244 · N245 · N246 · N247 · N248 · N249 · N250 · N307

N401 · N402 · N403 · N404 · N405 · N406 · N407 · N408 · N409 · N410 · N411 · N412 · N413 · N414 · N415 · N416 · N417 · N418 · N419 · N420 · N421 · N439 · N440 · N441 · N442 · N443 · N444 · N445 · N446 · N447 · N448 · N449 · N450 · N451 · N452 · N453 · N454 · N455 · N456 · N457 · N458 · N459 · N460 · N461 · N462 · N463 · N464 · N465 · N466 · N467 · N468 · N469 · N470 · N471 · N472 · N473 · N474 · N475 · N476 · N477 · N478 · N479 · N480 · N481 · N482 · N483 · N484 · N487 · N488 · N489 · N490 · N491 · N492 · N493 · N494 · N495 · N496 · N497 · N498 · N501 · N502 · N503 · N504 · N505 · N505 (Andijk) · N506 · N507 · N508 · N509 · N510 · N511 · N512 · N513 · N514 · N515 · N516 · N517 · N518 · N519 · N520 · N521 · N522 · N523 · N524 · N525 · N526 · N527 · N806 · N830 · N848

Cursief vermelde wegen zijn voormalige Provinciale wegen